# Douglas Adams
Douglas Noël Adams (Cambridge, 11 marzo 1952 – Santa Barbara, 11 maggio 2001) è stato uno scrittore, sceneggiatore e umorista britannico.
È ricordato in particolare per la serie di romanzi Guida galattica per gli autostoppisti, nata nel 1978 come radio commedia della BBC, prima di diventare una «trilogia di cinque romanzi», che ha venduto più di 15 milioni di copie, oltre ad essere anche una serie televisiva, fumetto, gioco per computer e fino a diventare nel 2005 un film.

## Biografia

### I primi anni
Nato a Cambridge l'11 marzo 1952, da Janet Donovan (1927-2016) e Christopher Douglas Adams (1927-1985), visse con entrambi i genitori e la sorella Susan fino al 1957 quando, a causa del divorzio, la madre si trasferì col figlio dai nonni materni a Brentwood, nell'Essex. Frequentò dal 1959 al 1970 la Primrose Hill Primary School a Brentwood, preferendo le scienze alla letteratura. Fu il suo insegnante Frank Halford a incoraggiarlo a seguire la sua vocazione di scrittore, quando a dieci anni ottenne il punteggio pieno in un saggio. Durante i suoi studi a Cambridge fece l'autostoppista dall'Europa a Istanbul, facendo vari lavori lungo il percorso per mantenersi. Nel 1974 ottenne il Bachelor of Arts, e più tardi la laurea in Letteratura Inglese al St. John's College.
Nel 1970 lasciò gli studi per dedicarsi alla carriera di scrittore e fu coinvolto nella realizzazione di alcune serie televisive inglesi da Graham Chapman a John Lloyd, curando la stesura nel 1972 del 45º episodio di Monty Python's Flying Circus. In seguito lavorò come sceneggiatore per la BBC, curando soggetto e copioni per la serie Doctor Who. Le opere di Adams però non erano in linea con lo stile radiofonico e televisivo dell'epoca, e questo rappresentò un notevole ostacolo alla sua carriera.
Dato lo scarso successo iniziale, oltre a scrivere, per vivere Adams fece il lavapiatti e la guardia del corpo. La sua carriera sembrò prendere il volo nel 1976, quando scrisse e impersonò Unpleasantness at Brodie's Close durante un festival, ma alla fine dello stesso anno i suoi continui insuccessi lo mandarono per un certo periodo in depressione. Risollevatosi, le sue prime opere furono The Burkiss Way del 1977 e The News Huddlines; successivamente lavorò ancora una volta con Graham Chapman per scrivere un episodio di Doctor on the Go.

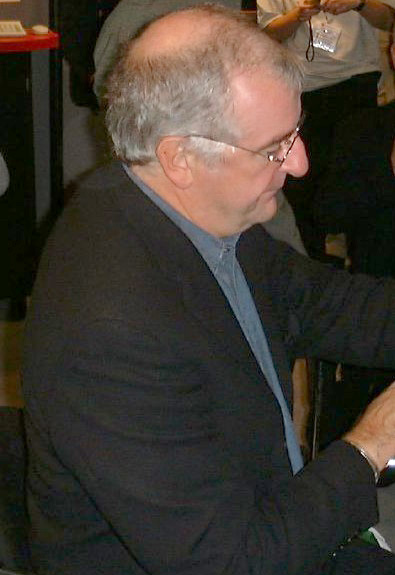
Douglas Adams

Nel 1981, Adams si trasferì a Islington, e alla fine del 1980 a Duncan Terrace. Nei primi anni ottanta ebbe una relazione con la scrittrice Sally Emerson, che era allora separata; fu a lei che successivamente dedicò il terzo libro della trilogia. Nel 1981 la Emerson tornò col marito, Peter Stothard, un ex-compagno di Adams alla Brentwood'School che divenne più tardi direttore del Times.
In seguito Adams conobbe tramite amici comuni Jane Belson, con la quale ebbe una relazione. Belson era la "signora avvocato" menzionata nella biografia stampata nei suoi libri durante la metà degli anni ottanta ("Vive a Islington con una signora avvocato e un Apple Macintosh"). I due vissero a Los Angeles fino al 1983, mentre Adams lavorava su una sceneggiatura di adattamento del suo primo romanzo. Quando l'affare saltò si trasferirono a Londra e, dopo varie separazioni ("Non è attualmente certo dove lui abiti, o con chi"), si sposarono il 25 novembre 1991. Nel giugno del 1994 ebbero una figlia, Polly Jane Rocket Adams. Nel 1999 la famiglia si trasferì a Santa Barbara, in California, dove vissero fino alla morte dello scrittore. Jane Belson e la figlia Polly tornarono poi a Londra, dove Jane morì il 7 settembre 2011.

### Il successo
Il maggior successo letterario di Adams arrivò nel 1979, con la pubblicazione di Guida galattica per gli autostoppisti, romanzo derivante dalla rielaborazione dell'omonima serie radiofonica, in cui i temi della fantascienza umoristica e surreale si intrecciano a spunti di riflessione filosofica. Con quest'opera arrivò subito alla prima posizione della classifica dei best seller inglesi, e la popolarità portò Adams a diventare il più giovane autore ad ottenere il premio Golden Pen nel 1984. A seguito del grande successo pubblicò quattro sequel: Ristorante al termine dell'Universo, nel 1980; La vita, l'universo e tutto quanto, nel 1982; Addio, e grazie per tutto il pesce, nel 1984; Praticamente innocuo, nel 1992.
I primi due libri furono successivamente adattati per sei puntate di un programma televisivo, che debuttò nel 1982. Nel dicembre dello stesso anno, Adams aveva ben tre romanzi nella lista dei best seller del New York Times e del Publishers, e fu il primo autore britannico ad aver raggiunto quell'obiettivo dopo Ian Fleming. Negli anni fu anche un prolifico autore in quasi tutti i tipi di produzione mediatica: film, telefilm, videogiochi, romanzi, racconti, saggi scientifici, musica, e produzioni radiofoniche.

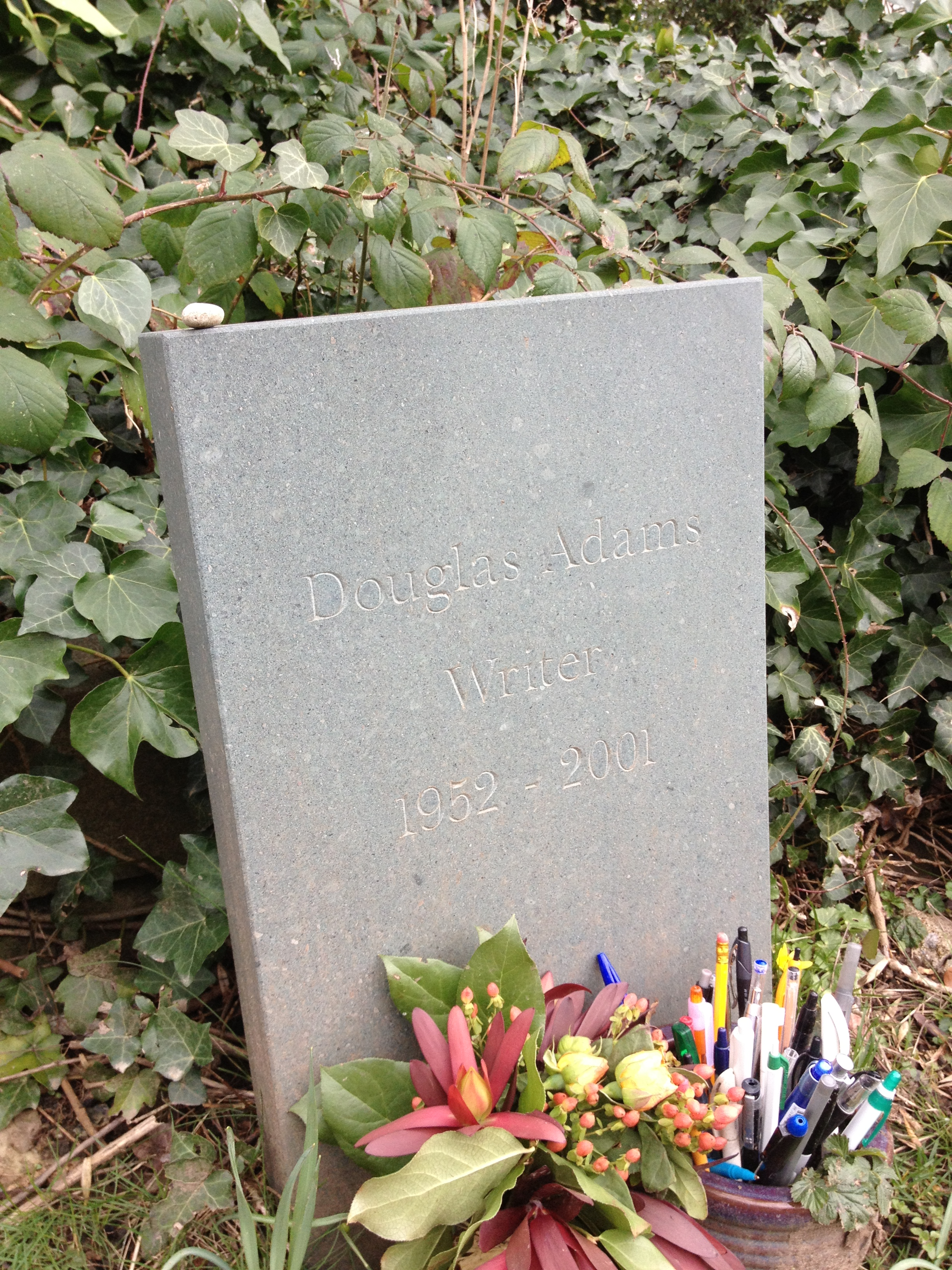
Tomba di Douglas Adams, Londra

Tra le altre opere da lui scritte, si ricordano i due libri sull'investigatore privato olistico Dirk Gently; The Meaning of Liff / The Deeper Meaning of Liff, con John Lloyd, una specie di vocabolario, dove a una serie di nomi di città viene assegnato un significato, per nominare "concetti comuni per i quali non esiste ancora una parola"; e L'ultima occasione (Last Chance to See), resoconto del 1990 di un suo viaggio per il mondo in cerca di specie animali in pericolo (Adams aveva a cuore in particolare la sorte dei gorilla e dei rinoceronti, per i quali finanziò iniziative internazionali di tutela), di cui sono state realizzate anche delle serie di documentari radiofonici e televisivi.

### L'ultimo periodo
L'ultimo romanzo, Il salmone del dubbio, è rimasto incompiuto ed è stato pubblicato postumo, insieme a una serie di saggi e articoli (alcuni inediti in precedenza) da lui scritti. Avrebbe dovuto essere il sesto episodio della Guida e costituirne il nuovo finale, oppure il terzo episodio di Dirk Gently o ancora qualcosa di completamente diverso, almeno secondo le sue stesse parole.
Morì a 49 anni a Santa Barbara, dove viveva con la moglie e la figlia, a seguito di un infarto, dopo un allenamento in una palestra privata a Montecito, l'11 maggio 2001. Aveva inconsapevolmente subìto un graduale restringimento delle arterie coronarie, che lo portò a una fatale aritmia cardiaca. Adams era stato incaricato di tenere il discorso di commiato al Mudd College il 13 maggio. Il suo funerale si tenne il 16 maggio a Santa Barbara. I suoi resti sono stati successivamente cremati e le ceneri poste nell'Highgate Cemetery a nord di Londra, nel giugno 2002.
Al momento della morte, stava lavorando alla sceneggiatura per la versione cinematografica della Guida. Nella sua carriera i suoi libri vendettero 15 milioni di copie nel Regno Unito, Stati Uniti e Australia. Il 25 maggio 2001, due settimane dopo la morte di Adams, i suoi fan organizzarono un tributo, denominato Towel Day, che da allora è stato osservato ogni anno.
Nel 2005 è stata pubblicata la biografia ufficiale dello scrittore, curata da Nick Webb e intitolata Wish You Were Here.

## Opere

### Guida galattica per autostoppisti

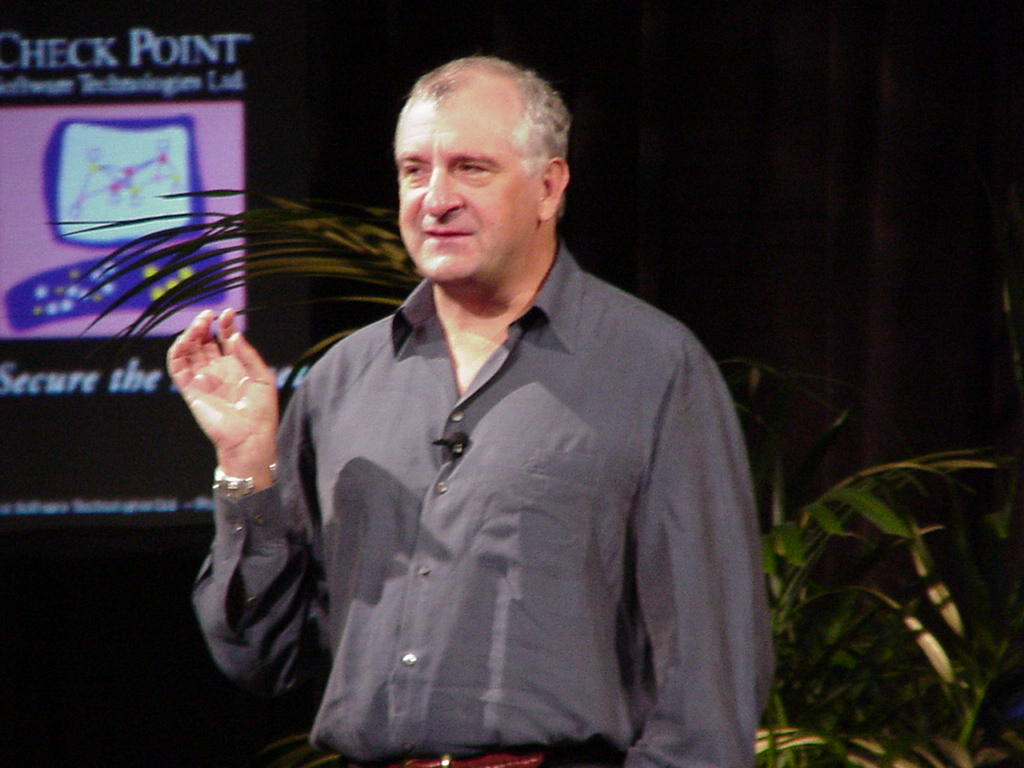
Douglas Adams nel 2000

Nel 1977 iniziò a preparare, scrivere e produrre, insieme al produttore radiofonico Simon Brett la Guida galattica per gli autostoppisti (The Hitch-Hiker's Guide to the Galaxy), una serie radiofonica a puntate trasmessa dal marzo 1978 in Gran Bretagna dalla BBC, che riscosse un incredibile successo e inaugurò il filone della fantascienza umoristica.
Le puntate della serie radiofonica furono successivamente rielaborate sotto forma di romanzi; dopo il successo del primo volume, in un primo tempo Adams decise di impostarne altri due, per poi passare (sotto pressione del pubblico e degli editori) a un progetto di cinque volumi, che l'autore definì una trilogia in cinque parti.
Dal 1980 Adams cercò di trasformare in film il suo primo romanzo; fece numerosi viaggi a Los Angeles lavorando con molti studi hollywoodiani e potenziali produttori. L'anno successivo la serie radiofonica divenne la base per una mini serie TV in sei puntate per la BBC.
Quando morì nel 2001 in California, stava provando a far partire il progetto con la Disney, che aveva comprato i diritti del romanzo nel 1998. La sceneggiatura finale ebbe una riscrittura postuma da parte di Kirkpatrick e il risultato fu il film tratto dalla Guida che uscì nel 2005.

#### Edizioni italiane
- Guida galattica per gli autostoppisti, Milano, Urania N. 843, A. Mondadori, 1980 (The Hitchhiker's Guide to the Galaxy, 1979).
- Ristorante al termine dell'Universo, Milano, Urania N. 968, A. Mondadori, 1984 (The Restaurant at the End of the Universe, 1980).
- La vita, l'universo e tutto quanto, Milano, Urania N. 973, A. Mondadori, 1984 (Life, the Universe and Everything, 1982).
- Addio, e grazie per tutto il pesce, Milano, Urania N. 1028, A. Mondadori, 1986 (So Long, and Thanks for All the Fish, 1984).
- Praticamente innocuo, Milano, Urania N. 1209, A. Mondadori, 1993 (Mostly Harmless, 1992) che include: 
  - Sicuro, sicurissimo, perfettamente sicuro (Young Zaphod Plays It Safe, 1986) a partire dalla terza ristampa.
- Guida galattica per autostoppisti- edizione illustrata, nel 1994.
- Guida galattica per gli autostoppisti. Il ciclo completo e un racconto inedito, Milano, A. Mondadori, 2000.

#### Opere correlate
- Niente panico: La guida galattica per gli autostoppisti di Douglas Adams secondo Neil Gaiman (Don't Panic: The Official Hitchhiker's Guide to the Galaxy Companion), 1988) di Neil Gaiman
- E un'altra cosa... (And Another Thing..., 2009) di Eoin Colfer

#### Adattamenti
- The Hitchhiker's Guide to the Future, serie radiofonica del 2001, progetto finale per la BBC Radio 4 prima della sua morte.
- Guida galattica per autostoppisti (The Hitchhiker's Guide to the Galaxy), film del 2005 diretto da Garth Jennings.

### Dirk Gently

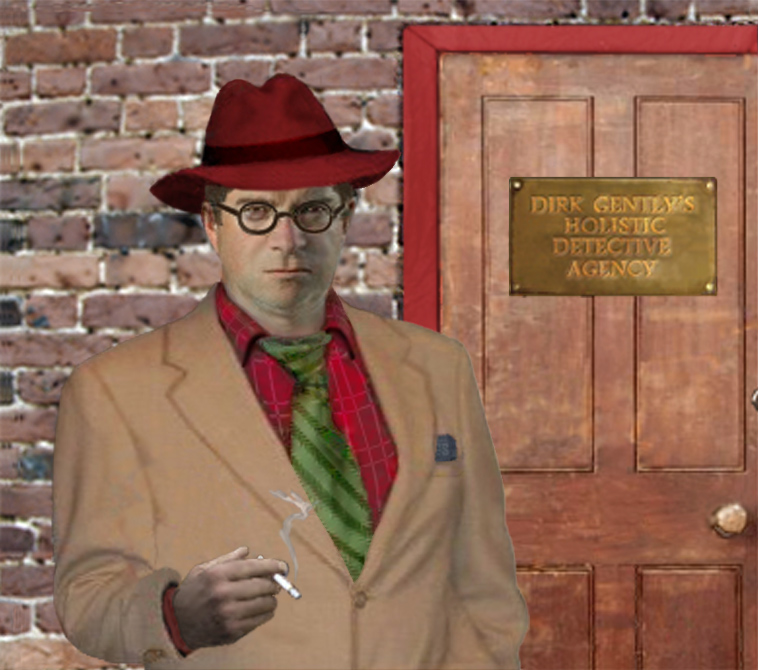
Illustrazione di Dirk Gently

La seconda serie di romanzi scritta da Adams, che hanno come protagonista l'investigatore privato olistico Dirk Gently, fu scritta tra il primo viaggio in Madagascar con Mark Carwardine nel 1985, e la serie di viaggi che formarono le basi per la serie radiofonica L'ultima occasione. 
Il primo romanzo, Dirk Gently. Agenzia di investigazione olistica, fu pubblicato nel 1987, e l'anno dopo il successivo La lunga oscura pausa caffè dell'anima.
Il terzo romanzo fu pubblicato postumo nel 2002, e secondo le dichiarazioni dell'autore, avrebbe potuto essere alternativamente un nuovo romanzo della Guida galattica per gli autostoppisti o di Dirk Gently, o di entrambi.

#### Edizioni italiane
- Dirk Gently. Agenzia di investigazione olistica, Milano, Mondadori, 2012 (Dirk Gently's Holistic Detective Agency, 1987).
- La lunga oscura pausa caffè dell'anima, Milano, Mondadori, 2011 (The Long Dark Tea-Time of the Soul 1988).
- Il salmone del dubbio, Milano, Mondadori, 2002 (The Salmon of Doubt 2002).

#### Adattamenti televisivi
- Dirk Gently è una serie televisiva britannica trasmessa su BBC Four tra il 2010 e il 2012.
- Dirk Gently - Agenzia di investigazione olistica è una serie televisiva statunitense trasmessa dal 2016 da BBC America.[9]

### Doctor Who
Nel 1978 e 1979 Adams scrisse tre sceneggiature per gli episodi per la sedicesima e la diciassettesima stagione di Doctor Who in cui il Dottore era Tom Baker:The Pirate Planet, City of Death (scritto con David Fisher e Graham Williams) e Shada. The Pirate Planet e City of Death furono realizzate, andando in onda nel 1978 e nel 1979 per otto episodi in tutto, mentre Shada, che avrebbe dovuto costituire il finale della diciassettesima stagione, non fu mai finito per uno sciopero dei dipendenti della BBC, e non andò mai in onda.

#### Adattamenti
Alcuni elementi della sceneggiatura di Shada e City of Death furono riutilizzati da Adams nel romanzo Dirk Gently. Agenzia di investigazione olistica, in particolare nel personaggio del professor Chronotis; Shada invece, fu trasformato in romanzo nel 2012 da Gareth Roberts.
La Big Finish Productions nel 2003 riadattò Shada come audio drama, con Paul McGann che interpretava l'ottavo Dottore. Ne fu realizzata una versione accompagnata da animazioni in flash che fu pubblicata come webcast sul sito della BBC; l'anno successivo fu edito in due CD.
Adams scrisse inoltre una potenziale sceneggiatura per un film, che si doveva chiamare Doctor Who and the Krikkitmen, ma che in seguito divenne il suo romanzo La vita, l'universo e tutto quanto.

#### Edizioni italiane
- Doctor Who. Shada, Milano, Oscar Mondadori, 2013 (Doctor Who - Shada, 2012).
- Doctor Who. La città della morte, Milano, Oscar Mondadori, 2015 (Doctor Who - City of Death, 2015).
- Doctor Who. Il Pianeta Pirata, Milano, Oscar Mondadori, 2017 (Doctor Who - The Pirate Planet, 2017).

### Altri scritti
- The Private Life of Genghis Khan, nel 1975.
- The Meaning of Liff, nel 1983, con John Lloyd.
- A Christmas Fairly Story, nel 1986, con Terry Jones.
- Supplement to The Meaning of Liff, nel 1986, con John Lloyd e Stephen Fry.
- The Utterly Utterly Merry Comic Relief Christmas Book, nel 1986 con Peter Fincham.
- The Deeper Meaning of Liff, nel 1990, con John Lloyd.

- Il salmone del dubbio (The Salmon of Doubt, 2002), raccolta postuma di testi pubblicati e inediti.

### Produzioni multimediali
Douglas Adams ha contribuito a diverse sceneggiature televisive, collaborando con i Monty Python e con la serie Doctor Who.
Lo scrittore fu anche un importante autore radiofonico come dimostrano la nascita originale della sua serie più famosa e che il suo contributo alla radio inglese è ricordato nella Radio Academy's Hall of Fame.
Adams era un grande appassionato di tecnologia e in particolare di informatica, passione di cui parlava spesso nei suoi romanzi e nelle sue conferenze. Nel 1984 uscì il videogioco della serie Guida galattica per gli autostoppisti con Steve Meretzky e al 1985 risale la sceneggiatura radio originale, con Geoffrey Perkins. Nel 1996 ha scritto e diretto Starship Titanic, un videogioco interattivo di avventura grafica disponibile per PC e Apple Macintosh nel 1998 da Simon & Schuster per Microsoft Windows. Convertito l'anno seguente per Mac OS, il gioco è stato nuovamente distribuito nel 2015 su GOG.com. Occupato dalla produzione del gioco, Adams chiese al suo amico Terry Jones di scriverne il romanzo nel 1997 dal nome Douglas Adams's Starship Titanic. 
Nel 1999, inoltre, fondò la community online h2g2.

#### Radio e televisione
- La trasmissione politica del partito, co-sceneggiatura del 45º episodio della quarta stagione de Il circo volante dei Monty Python del 1974.
- The Pirate Planet, sceneggiatura per la sedicesima stagione di Doctor Who del 1978.
- City of Death, sceneggiatura per la diciassettesima stagione di Doctor Who del 1979.
- Shada, sceneggiatura per la diciassettesima stagione di Doctor Who del 1992.
- Doctor Snuggles, contributo per una serie TV per bambini, nel 1979.
- Hyperland documentario TV, nel 1990.
- The Internet: The Last Battleground of the 20th century, serie radiofonica del 2000.

#### Videogiochi
Adams ha sceneggiato o contribuito alla sceneggiatura di alcune avventure per computer:
- The Hitchhiker's Guide to the Galaxy, 1984.
- Labyrinth, 1986.
- Bureaucracy, 1987.
- Starship Titanic, 1996.

## Musica
Adams ricevette la sua prima chitarra per mancini nel 1964, dopo aver studiato pianoforte dal 1960, con lo stesso insegnante di Paul Wickens, il pianista che faceva parte della band di Paul McCartney; quando morì, Adams aveva una collezione di ventiquattro chitarre per mancini.
Anche i Pink Floyd e i Procol Harum ebbero una notevole influenza sui suoi lavori; Adams infatti, era amico del chitarrista David Gilmour, e per il suo quarantaduesimo compleanno, fece una apparizione come ospite ad uno dei concerti finali dei Pink Floyd, tenutosi all'Earls Court di Londra la sera del 28 ottobre 1994, suonando la chitarra in Brain Damage ed Eclipse.
Adams, inoltre, diede il titolo definitivo all'album dei Pink Floyd The Division Bell, traendo le parole dal testo del brano High Hopes contenuto nel disco.
Adams è stato un amico anche di Gary Brooker, cantante, pianista e compositore dei Procol Harum; Brooker veniva invitato alle feste che Adams teneva a casa sua, e in una di queste occasioni eseguì la versione completa di A Whiter Shade of Pale, che fu eseguita anche alla commemorazione di Adams.

## Biologia
All'inizio degli anni novanta iniziò ad appassionarsi di biologia (in particolare di biologia evolutiva e zoologia), facendo numerosi viaggi che gli ispirarono in seguito la redazione del libro reportage L'ultima occasione (Last Chance to See, 1990), che considerava il libro più importante che avesse scritto in tutta la sua carriera. Iniziò inoltre un lungo rapporto di amicizia e di forte stima reciproca con il biologo evoluzionista Richard Dawkins, che scrisse un commiato postumo per Il salmone del dubbio. "Adams dichiarò di provare "un profondo senso di meraviglia" davanti alla complessità del mondo biologico, e che se fosse potuto tornare indietro avrebbe scelto di dedicarsi alle scienze naturali. Douglas Adams riteneva che il modello concettuale della biologia evoluzionistica dimostrasse chiaramente, l'insussistenza e la non-necessità dell'ipotesi dell'esistenza di un Dio; si dichiarava quindi "ateo radicale".

### L'ultima occasione(Last chance to see)
Fu il lavoro più sorprendente di Adams, scritto nel 1990 in collaborazione con Mark Carwardine. Un diario di viaggio in cui sono elencate una grande varietà di specie in via d'estinzione. Il progetto originale nacque come una serie radiofonica per la BBC; l'umorismo caratterizzante delle sue opere, qui lascia spazio ad un tono più pacato di tristezza.
L'ultimo capitolo del libro Sifting Through the Embers, in particolare, è un racconto allegorico su cui l'ignoranza dell'uomo continua a giocare con la devastazione che avviene ogni giorno sulla Terra. I semi piantati nella sua precedente opera Doctor Snuggles, raggiungono qui la loro massima crescita. Più che essere di informazione o ironico, il libro è una chiamata ad ogni lettore, per incitarlo il più possibile a fare la sua parte, e a cercare di migliorare le cose; è un avviso da parte di "qualcuno" che ha visto delle devastazioni difficili da immaginare.

#### Edizioni italiane
- L'ultima occasione, Milano, Geo S.r.l., 1991 (Last Chance to See..., 1990).